# Рендзіни (Нижньосілезьке воєводство)
Рендзіни (пол. Rędziny, нім. Röhrsdorf) — село в Польщі, у гміні Каменна Ґура Каменноґурського повіту Нижньосілезького воєводства.
Населення — 218 осіб (2011).
У 1975-1998 роках село належало до Єленьоґурського воєводства.

## Демографія
Демографічна структура станом на 31 березня 2011 року:
|          | Загалом | Допрацездатний вік | Працездатний вік | Постпрацездатний вік |
| -------- | ------- | ------------------ | ---------------- | -------------------- |
| Чоловіки | 108     | 25                 | 72               | 11                   |
| Жінки    | 110     | 15                 | 68               | 27                   |
| Разом    | 218     | 40                 | 140              | 38                   |

## Галерея

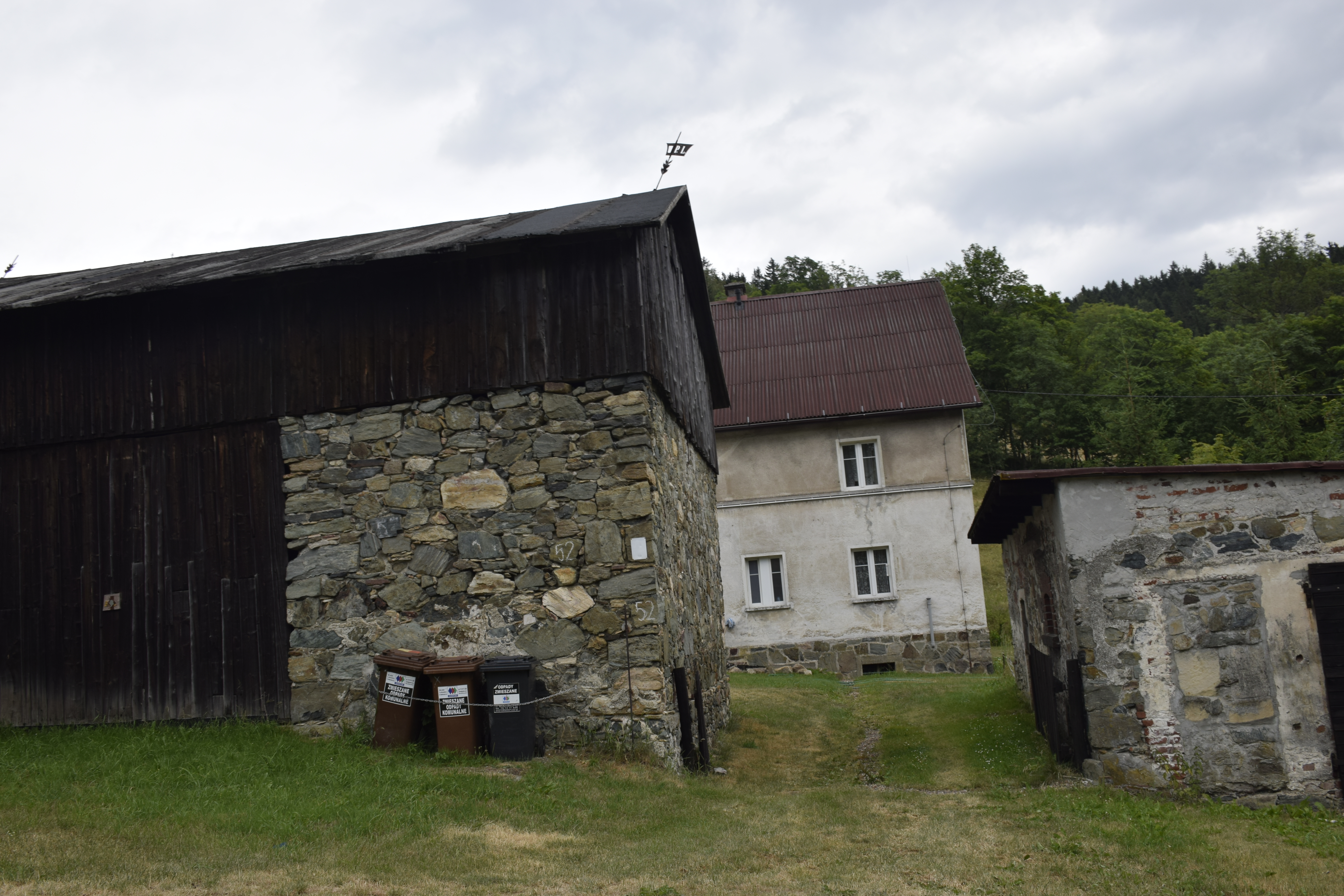
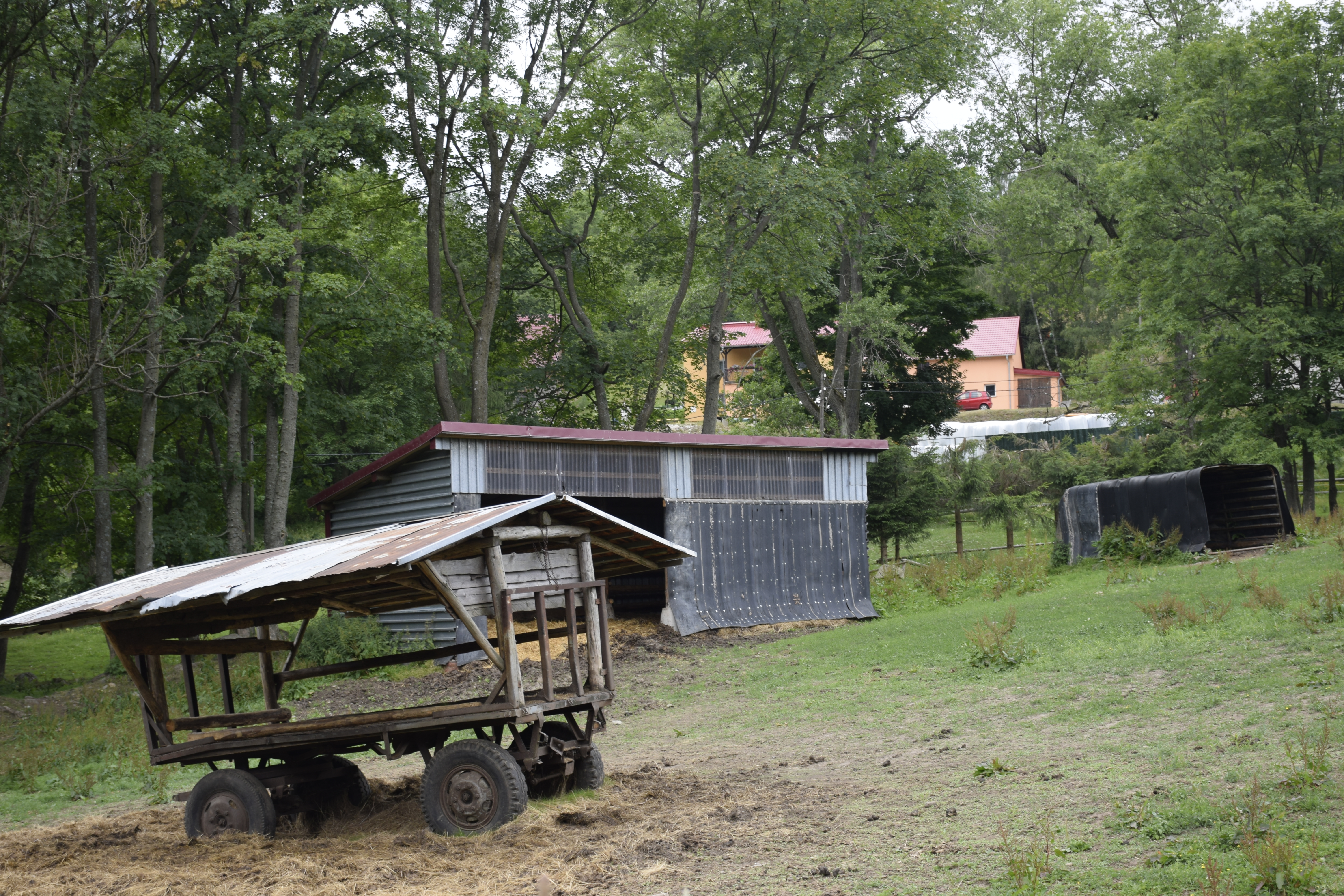
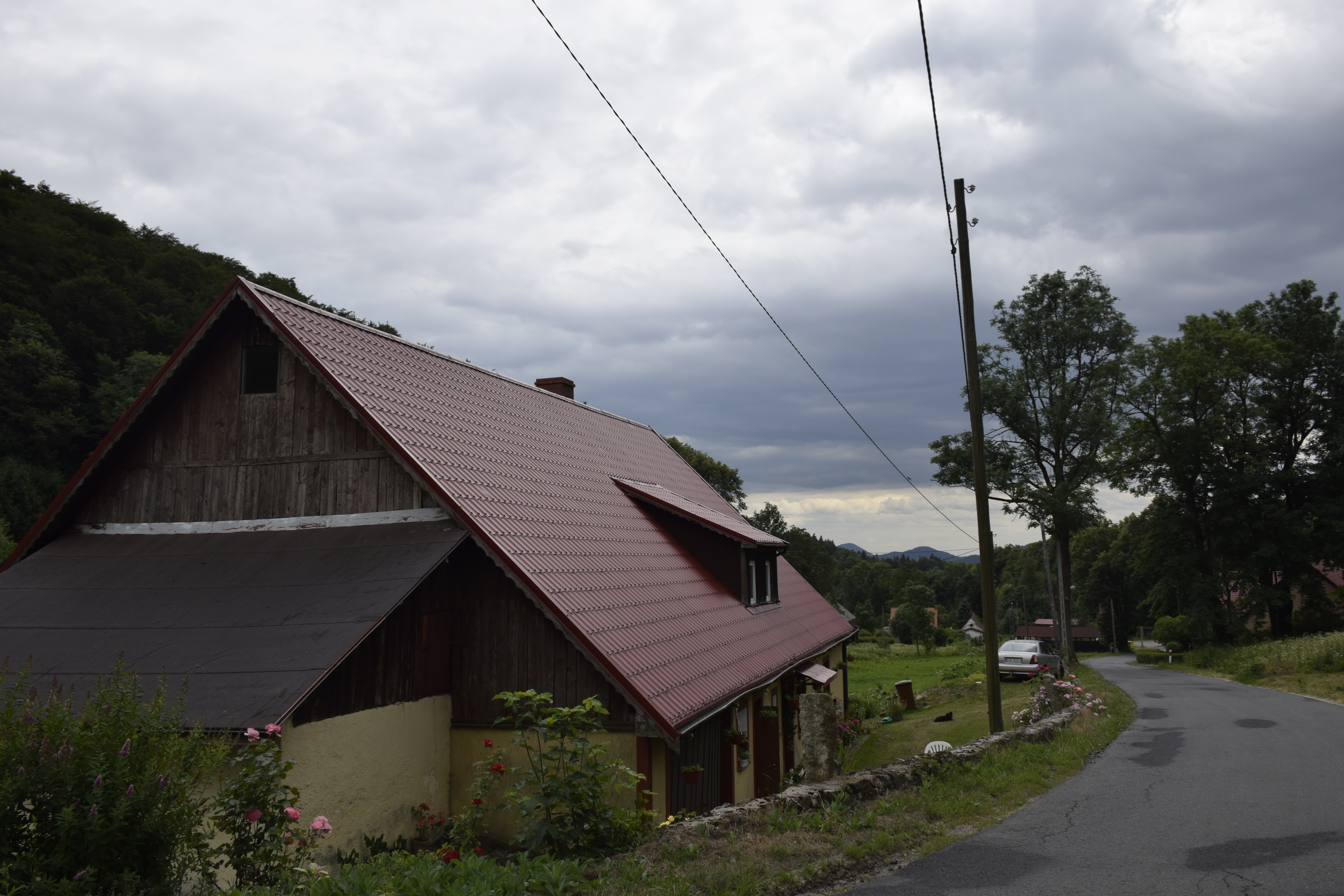